# Зимове сонцестояння

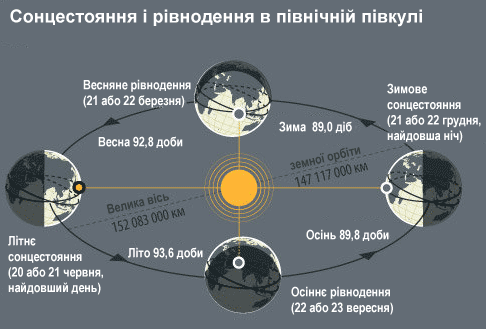
Діаграма сезонів у Північній півкулі Землі. Крайнє праве положення: зимове сонцестояння

| Дати та час сонцестояння і рівнодення для UTC-0 | Дати та час сонцестояння і рівнодення для UTC-0 | Дати та час сонцестояння і рівнодення для UTC-0 | Дати та час сонцестояння і рівнодення для UTC-0 | Дати та час сонцестояння і рівнодення для UTC-0 | Дати та час сонцестояння і рівнодення для UTC-0 | Дати та час сонцестояння і рівнодення для UTC-0 | Дати та час сонцестояння і рівнодення для UTC-0 | Дати та час сонцестояння і рівнодення для UTC-0 |
| рік                                             | Рівнодення Березень                             | Рівнодення Березень                             | Сонцестояння Червень                            | Сонцестояння Червень                            | Рівнодення Вересень                             | Рівнодення Вересень                             | Сонцестояння Грудень                            | Сонцестояння Грудень                            |
| рік                                             | день                                            | час                                             | день                                            | час                                             | день                                            | час                                             | день                                            | час                                             |
| ----------------------------------------------- | ----------------------------------------------- | ----------------------------------------------- | ----------------------------------------------- | ----------------------------------------------- | ----------------------------------------------- | ----------------------------------------------- | ----------------------------------------------- | ----------------------------------------------- |
| 2010                                            | 20                                              | 17:32                                           | 21                                              | 11:28                                           | 23                                              | 03:09                                           | 21                                              | 23:38                                           |
| 2011                                            | 20                                              | 23:21                                           | 21                                              | 17:16                                           | 23                                              | 09:04                                           | 22                                              | 05:30                                           |
| 2012                                            | 20                                              | 05:14                                           | 20                                              | 23:09                                           | 22                                              | 14:49                                           | 21                                              | 11:12                                           |
| 2013                                            | 20                                              | 11:02                                           | 21                                              | 05:04                                           | 22                                              | 20:44                                           | 21                                              | 17:11                                           |
| 2014                                            | 20                                              | 16:57                                           | 21                                              | 10:51                                           | 23                                              | 02:29                                           | 21                                              | 23:03                                           |
| 2015                                            | 20                                              | 22:45                                           | 21                                              | 16:38                                           | 23                                              | 08:20                                           | 22                                              | 04:48                                           |
| 2016                                            | 20                                              | 04:30                                           | 20                                              | 22:34                                           | 22                                              | 14:21                                           | 21                                              | 10:44                                           |
| 2017                                            | 20                                              | 10:28                                           | 21                                              | 04:24                                           | 22                                              | 20:02                                           | 21                                              | 16:28                                           |
| 2018                                            | 20                                              | 16:15                                           | 21                                              | 10:07                                           | 23                                              | 01:54                                           | 21                                              | 22:23                                           |
| 2019                                            | 20                                              | 21:58                                           | 21                                              | 15:54                                           | 23                                              | 07:50                                           | 22                                              | 04:19                                           |
| 2020                                            | 20                                              | 03:50                                           | 20                                              | 21:44                                           | 22                                              | 13:31                                           | 21                                              | 10:02                                           |
| 2021                                            | 20                                              | 09:37:27                                        | 21                                              | 03:32:08                                        | 22                                              | 19:21:03                                        | 21                                              | 15:59:16                                        |
| 2022                                            | 20                                              | 15:33:23                                        | 21                                              | 09:13:49                                        | 23                                              | 01:03:40                                        | 21                                              | 21:48:10                                        |
| 2023                                            | 20                                              | 21:24:24                                        | 21                                              | 14:57:47                                        | 23                                              | 06:49:56                                        | 22                                              | 03:27:19                                        |
| 2024                                            | 20                                              | 03:06:21                                        | 20                                              | 20:50:56                                        | 22                                              | 12:43:36                                        | 21                                              | 09:20:30                                        |
| 2025                                            | 20                                              | 09:01:25                                        | 21                                              | 02:42:11                                        | 22                                              | 18:19:16                                        | 21                                              | 15:03:01                                        |

Зимове сонцестояння — астрономічне явище, що відбувається, коли нахил осі обертання Землі у напрямку від Сонця досягає найбільшого значення. Максимальний кут нахилу земної осі відносно Сонця під час сонцестояння становить 23° 26'. Для мешканців Землі (особливо у високих широтах) на зимове сонцестояння припадають найкоротший день і найдовша ніч року, а висота підйому сонця на небосхилі — найнижча серед верхніх кульмінацій Сонця.
Сезонне значення зимового сонцестояння полягає в зміні поступового подовження ночі і скорочення дня до протилежної дії. Залежно від року зимове сонцестояння відбувається 21 або 22 грудня в Північній півкулі і 20 або 21 червня у Південній півкулі
У різних культурах ця подія тлумачилася по-різному, але в більшості народів її сприймали як відродження, у цей час влаштовували свята, зустрічі, ритуали та інші урочистості.

## Дата
У 45 році до н. е. Юлій Цезар у своєму юліанському календарі встановив 25 грудня як дату зимового сонцестояння (лат. Bruma). Відтоді внаслідок різниці між календарним роком (365,2500 днів) і тропічним роком (~365,2421897 днів) стався зсув фактичного астрономічного сонцестояння приблизно на три дні за кожні чотири століття, досягши в XVI столітті дати 12 грудня. У 1582 році Папа Григорій XIII вирішив відновити точну відповідність між сезонами і цивільним роком, але при цьому він посилався не на епоху римського імператора, а на Нікейський собор 325 року, період становлення основних християнських свят. Таким чином, Папа анулював 10-денну помилку, накопичену за період з IV по XVI століття, але не врахував 3 дні, що набігли між I і IV століттями нашої ери. Це коригування календаря змістило зимове сонцестояння в північній півкулі приблизно до 22 грудня. За григоріанським календарем дата сонцестояння коливається на один або два дні, а в довгостроковій перспективі може додатково відбутися зсув на один день за кожні 3000 років[джерело?].

## Історичне і культурне значення

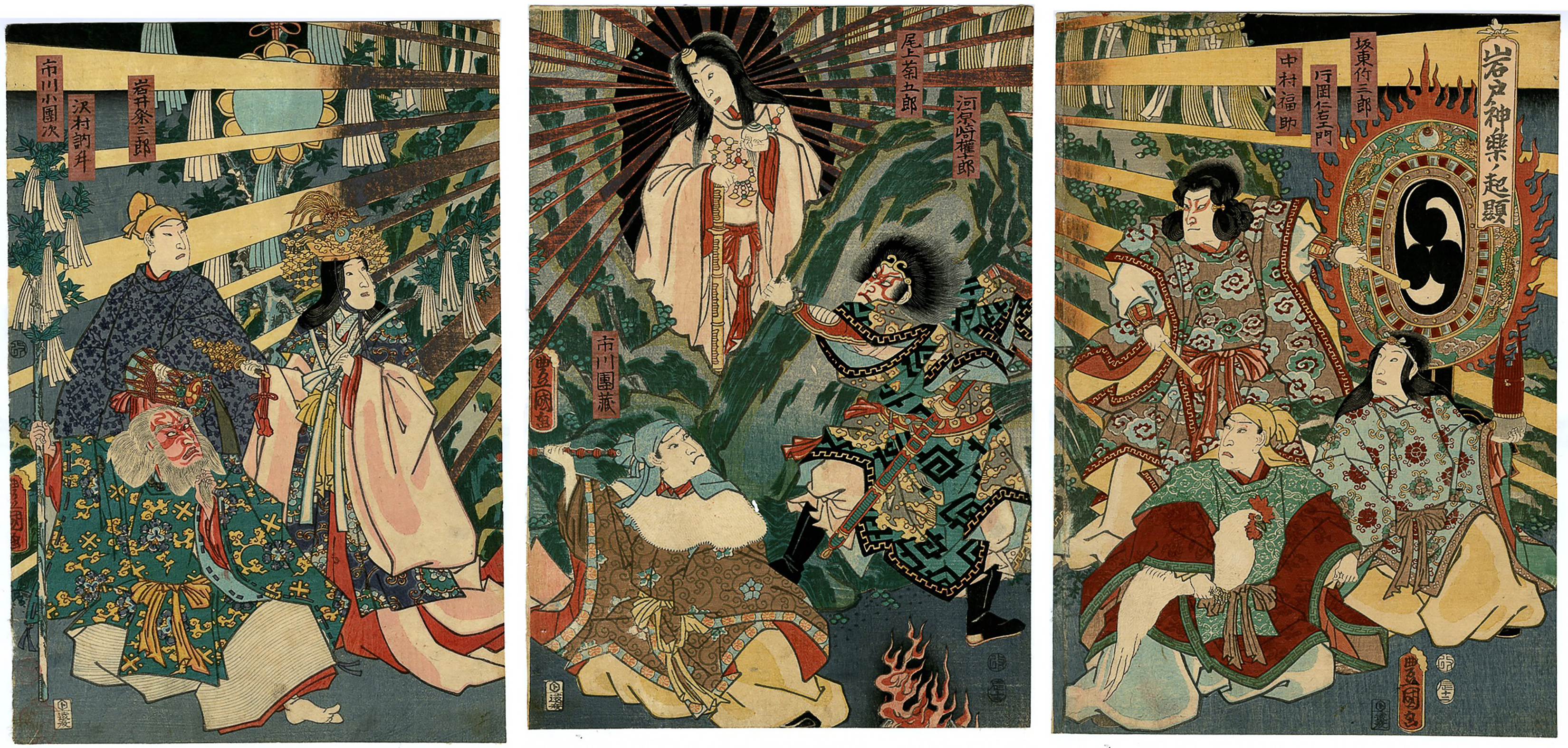
Японська Богиня Сонця Аматерасу виходить з печери.

Сонцестояння, можливо, були особливими моментами річного циклу, навіть у часи неоліту. Астрономічні події, які з давніх часів керували спарюванням тварин, сі́янням сільськогосподарських культур і заготівлею зимових запасів до наступного врожаю, показують, як виникли різні культурні міфи і традиції. Про це свідчить планування археологічних пам'яток пізнього неоліту і бронзового століття, таких як Стоунхендж у Великій Британії і Ньюгрейндж в Ірландії. Основні осі обох цих пам'яток були ретельно вирівняні по зоровій лінії, що вказує схід сонця в день зимового сонцестояння (Ньюгрейндж) і захід сонця в день зимового сонцестояння (Стоунхендж). Щодо Стоунхенджа значним є той факт, що Великий Триліт обернутий назовні від центру пам'ятника, тобто плоска лицьова його частина звернена до середини зими за Сонцем.

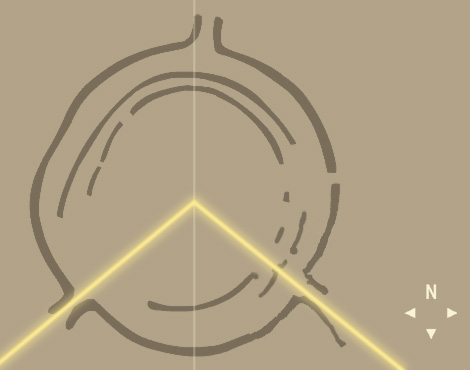
Неолітичний знак — гозекське коло. Жовті лінії спрямовані на схід і захід сонця в день зимового сонцестояння

Зимове сонцестояння було надзвичайно важливим у житті первісної общини, оскільки люди не були впевнені в тому, що вони добре підготувалися до зими протягом попередніх дев'яти місяців і що зможуть пережити цю зиму. Голод був поширеним явищем у зимовий період з січня по квітень, цей відрізок року відомий як голодні місяці. У помірному кліматі святкування середини зими було останнім святом перед початком важкого зимового періоду. Більша частина худоби в цей час забивалася, оскільки її нічим було годувати протягом зими, тому час зимового сонцестояння був єдиним періодом року, коли найбільше споживалося свіжого м'яса. У цей час більша частина вина і пива, зробленого протягом теплої пори року, доходила нарешті до готовності, і його можна було пити. Святкування відбувалися не тільки безпосередньо в цей день, вони починалися опівночі або на світанку, а найчастіше напередодні.
Оскільки зимове сонцестояння є поворотною подією в русі Сонця на небі, воно дало привід для повсюдного виникнення концепції народження або відродження богів. У культурі багатьох народів на основі зимового сонцестояння засновані циклічні календарі, святкується відродження року, символ «нових починань», як, наприклад, очищальна традиція Хогманай у Шотландії. У грецькій міфології боги й богині зустрічали зимове і літнє сонцестояння, в ці дні богу Аїду дозволялося з'являтися на горі Олімп (його царством був підземний світ, і в будь-який інший час йому не можна було звідти виходити).

### Свята зимового сонцестояння
Дні зимового сонцестояння відзначають практично в усіх світових культурах. У християнських Церквах, які перейшли на григоріанський календар, у ці дні святкують Різдво Христове. Деякі східні православні церкви використовують юліанський календар, за яким дата Різдва збігалася із зимовим сонцестоянням 2 тисячі років тому, але тепер зсунулася на пів місяця пізніше. Слов'яни в день зимового сонцестояння святкували Коляду, германські народи — Йоль, римляни (до III століття) — Непереможне сонце.

## Спостереження

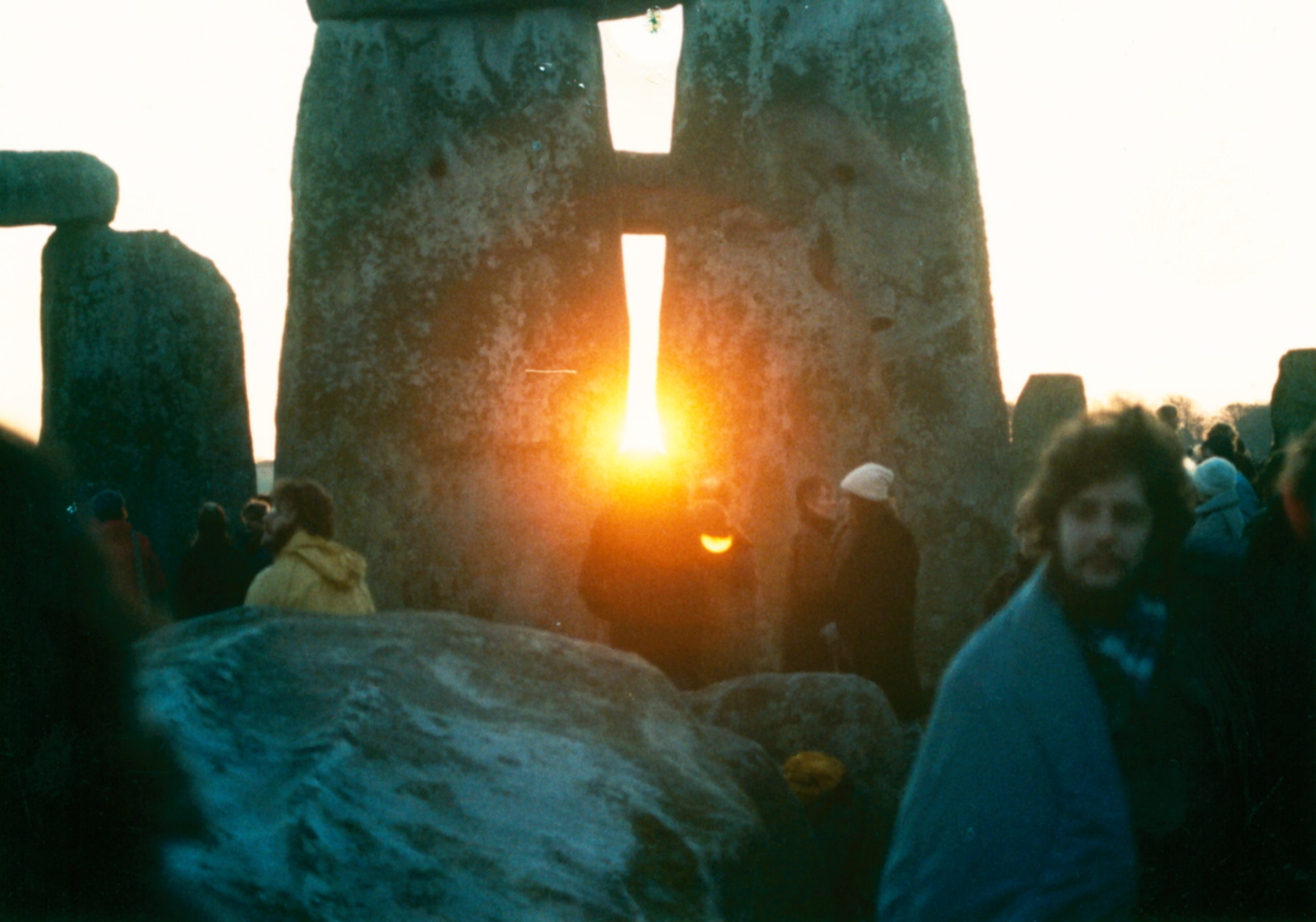
Схід сонця в Стоунхенджі в день зимового сонцестояння.

Точно визначити час сонцестояння для любителя досить складно, тому що сонце підходить до точки сонцестояння досить повільно, так що важко визначити навіть день, не кажучи вже про мить. Знання про точний час настання цієї події стало можливим завдяки точним розрахункам, що ґрунтуються на великому обсязі накопичених астрономічних даних. Фактичний момент сонцестояння неможливо визначити безпосередньо (оскільки для земного спостерігача Сонце ніколи не припиняє руху небосхилом; можна тільки констатувати, що в поточний день Сонце не змінило положення у порівнянні з попереднім, або зрушилося в протилежному напрямку). Щоб визначити подію з точністю до одного дня, треба вміти спостерігати зміни за азимутом і висотою менші від 1/60 кутового діаметра Сонця. Аналогічне визначення з точністю до двох днів простіше, воно вимагає похибки спостереження не більше 1/16 кутового діаметра Сонця. Таким чином, спостереження визначають лише день сонцестояння, але не його мить. Часто це робиться шляхом спостереження за сходом і заходом сонця з допомогою астрономічно вивіреного інструменту, який забезпечує проходження променя світла в певну точку саме в потрібний момент часу.